# Steinkjer Fotballklubb
Lo Steinkjer Fotballklubb, meglio noto come Steinkjer FK è una squadra di calcio di Steinkjer, in Norvegia.
Fondato il 29 maggio del 1919 come Steinkjer I & FK, assunse la denominazione attuale nel 1988. La miglior stagione, nella storia del club, fu quella del 1961-1962, quando arrivò secondo, dietro l'SK Brann.
Il Guldbergaunet stadion, che ospita le partite interne, ha una capacità di 4.000 spettatori.

## Palmarès

### Altri piazzamenti
- Campionato norvegese:

Secondo posto: 1961-1962
- Coppa di Norvegia:

Semifinalista: 1961, 1970, 1976, 1977, 1983
- 3. divisjon:

Terzo posto: 2015 (gruppo 10), 2016 (gruppo 10), 2017 (gruppo 5)